# Formosa da Serra Negra
Formosa da Serra Negra är en kommun i Brasilien.   Den ligger i delstaten Maranhão, i den östra delen av landet, 1 000 km norr om huvudstaden Brasília. Antalet invånare är 17 780.
Omgivningarna runt Formosa da Serra Negra är huvudsakligen savann. Runt Formosa da Serra Negra är det mycket glesbefolkat, med 6 invånare per kvadratkilometer.